# Panna (gènere)
Panna és un gènere de peixos de la família dels esciènids i de l'ordre dels perciformes.

## Taxonomia
- Panna heterolepis (Trewavas, 1977)[3]
- Panna microdon (Bleeker, 1849)[4]
- Panna perarmatus (Chabanaud, 1926)[5][6][7][8][9][10][11]